# Atimia truncatella
Atimia truncatella är en skalbaggsart som beskrevs av Holzschuh 2007. Atimia truncatella ingår i släktet Atimia och familjen långhorningar. Inga underarter finns listade.